# Track racing
Le track racing ou course sur piste est un type de course de moto durant laquelle des équipes ou des individus affrontent des adversaires sur une piste ovale non bitumée. Il existe plusieurs variantes, chacune se déroulant sur une surface différente.
La variante la plus courante de ce type de compétitions est le speedway comprenant de nombreuses compétitions professionnelles nationales et internationales.
Ce sport, administré par la Fédération Internationale de Motocyclisme (FIM), est devenu populaire à partir des années 1920 et le reste encore aujourd'hui.

## Nature du sport
Une course de track racing implique de quatre à six et parfois huit concurrents circulant sur une piste ovale dans le sens inverse des aiguilles d'une montre pendant un nombre défini de tours, généralement quatre à six et parfois huit. Des points sont attribués à tous les compétiteurs, sauf au dernier, sur une échelle mobile.
Ces points sont accumulés sur un certain nombre de manches, le vainqueur étant l'équipe ou l'individu ayant marqué le plus de points.
Les machines utilisées sont des motos personnalisées, sans freins et alimentées au méthanol. Les courses sur speedway utilisent également des motos sans boite de vitesses ni suspension arrière. L'utilisation de méthanol signifie que les moteurs ont des taux de compression élevés, donnant plus de puissance et des vitesses plus élevées (environ 129 km/h en virage). Cependant l'habileté de la course sur piste réside dans la capacité du pilote à contrôler sa moto dans les virages et ainsi éviter de perdre des places lors des décélérations.
Cela donne souvent lieu à des techniques de dérapages contrôlé ou broadsiding pouvant être utilisés dans la plupart des variantes du sport pour progresser sur la piste.

## Caractéristiques de la piste
Les compétitions se déroulent sur des pistes définies par la FIM:
- Speedway - piste avec surface supérieure en granit, schiste, granules de brique ou matériau non lié similaire et aplati sur le sol de base
- Long Track - sable, schiste ou matériau non lié similaire aplati sur le sol de base
- Grass Track - gazon ferme et de niveau avec ondulations mineures
- Ice Racing - glace d'une épaisseur minimale de 10 cm

## Variantes du sport

### Speedway
Les courses de speedway se déroulent sur une piste plate et ovale mesurant entre 260 et 425 mètres de long, généralement constituée de terre ou de schiste peu tassé. Les concurrents utilisent cette surface molle pour faire glisser leurs machines latéralement dans les virages en faisant tourner la roue arrière à pleine vitesse fournissant la force permettant de faire avancer la moto dans les courbes.
Le règlement de la FIM stipule que les motos utilisées ne doivent pas avoir de freins, doivent rouler au méthanol pur, utiliser un seul rapport d'entraînement et peser au minimum 78 kg. Les courses sont composées de quatre à six coureurs en compétition sur quatre à six tours.
Ce type de course est apparu dans les années 1920 en Nouvelle-Galles du Sud, Australie. Il existe aujourd'hui des compétitions nationales et internationales dans un certain nombre de pays, y compris la Coupe du monde de Speedway. L'individu ayant le score le plus élevé dans les épreuves du Grand Prix de Speedway est déclaré champion du monde de speedway.

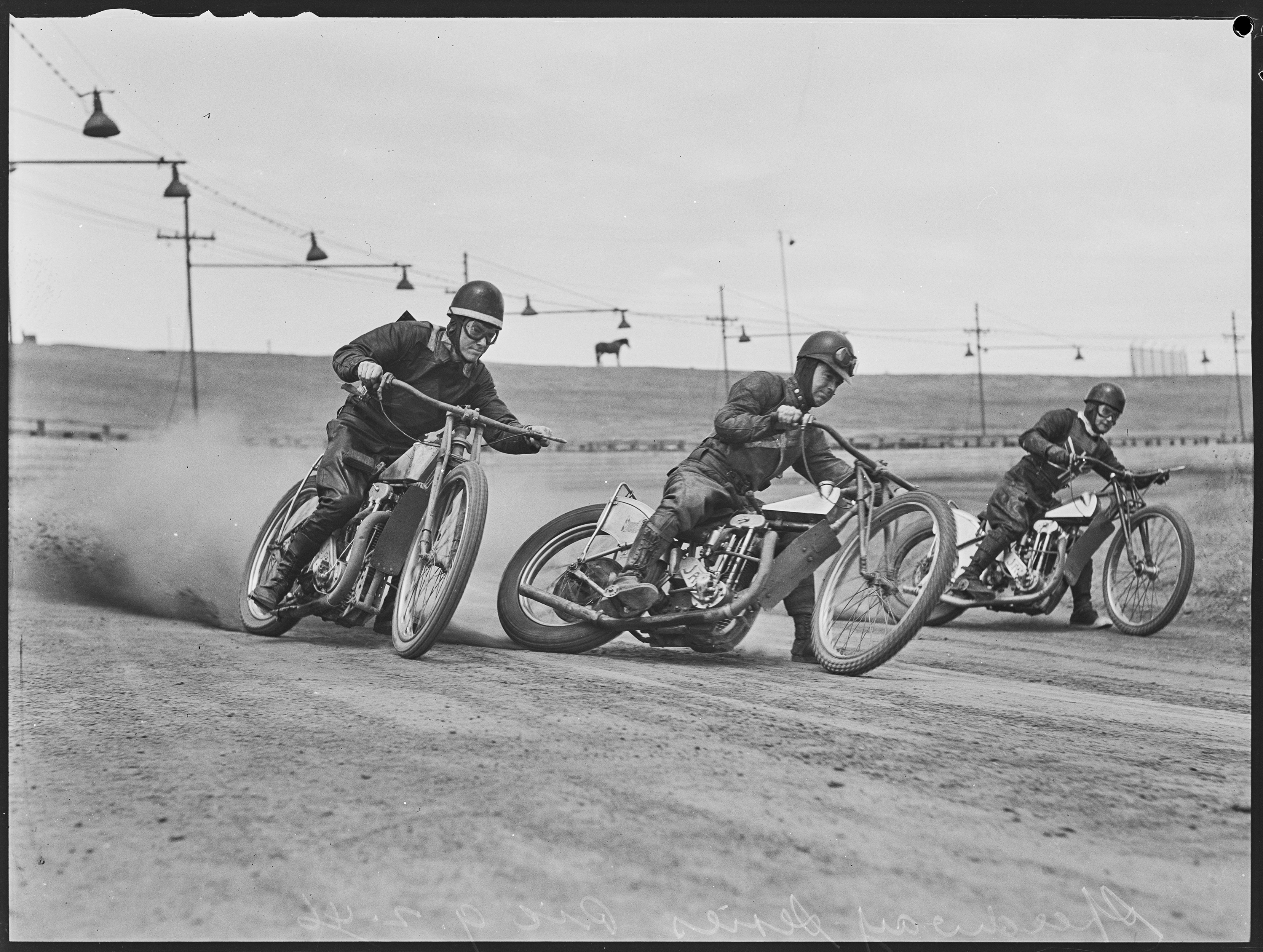
Speedway en 1946
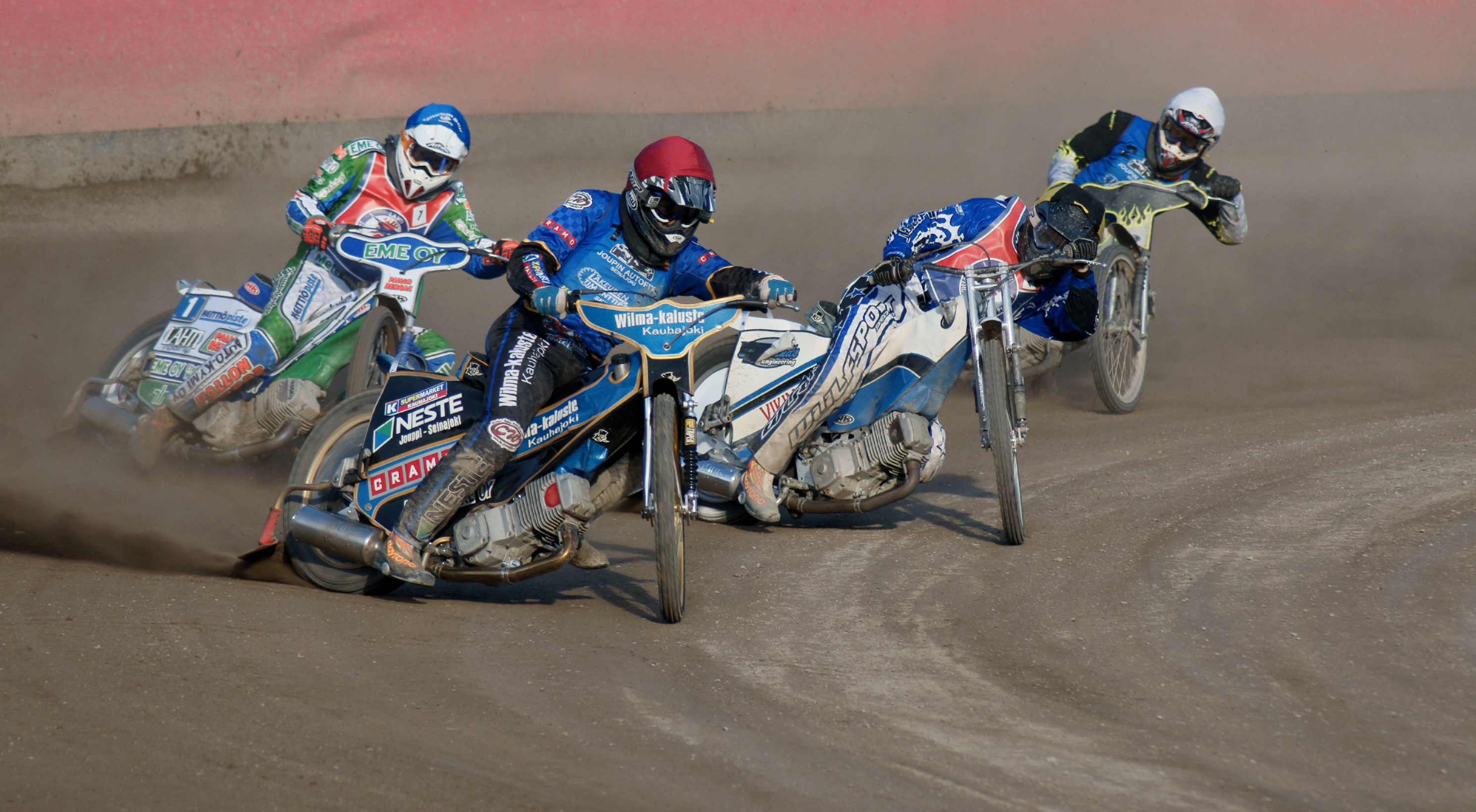
Pilotes de speedway dans une courbe
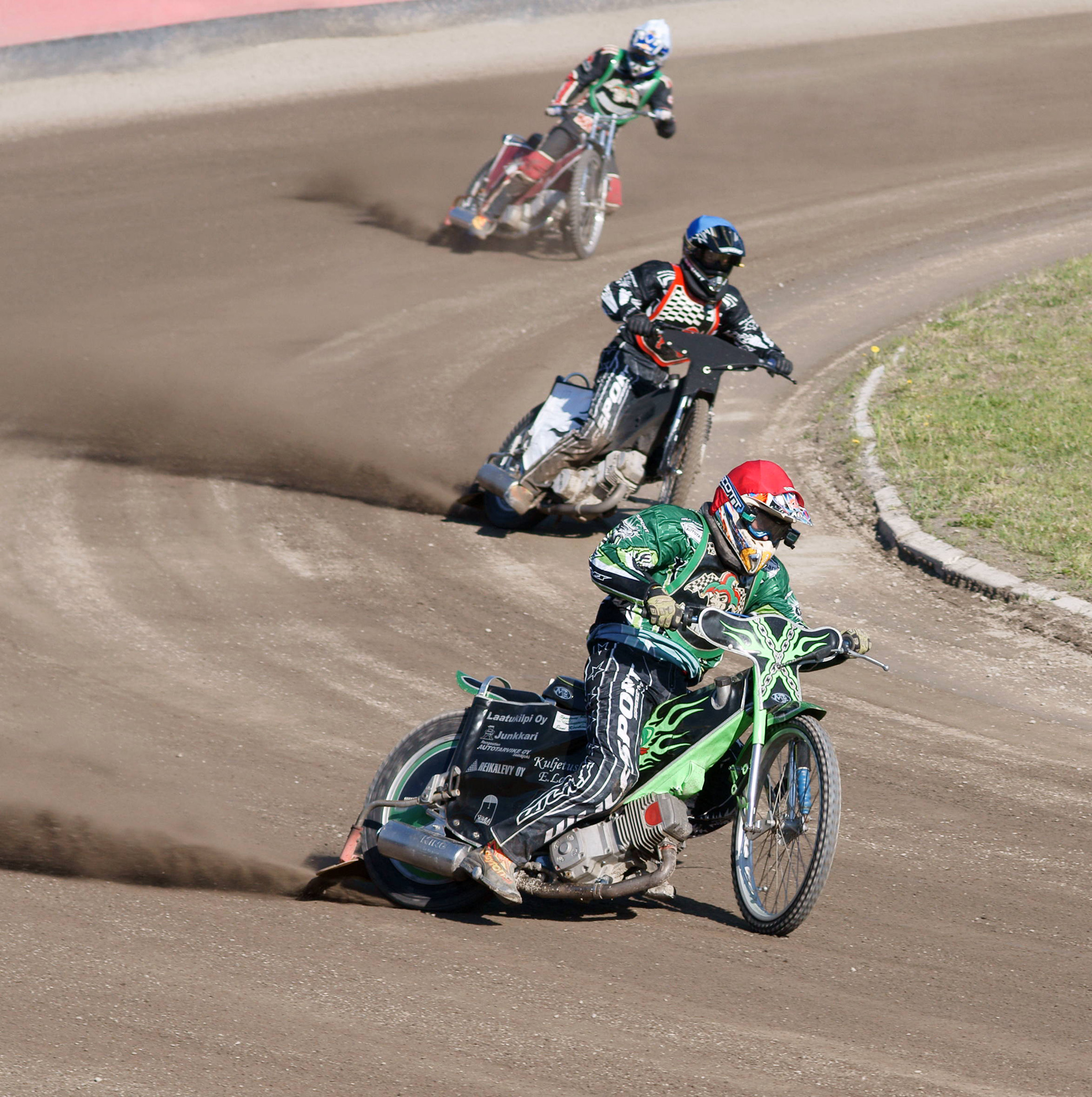
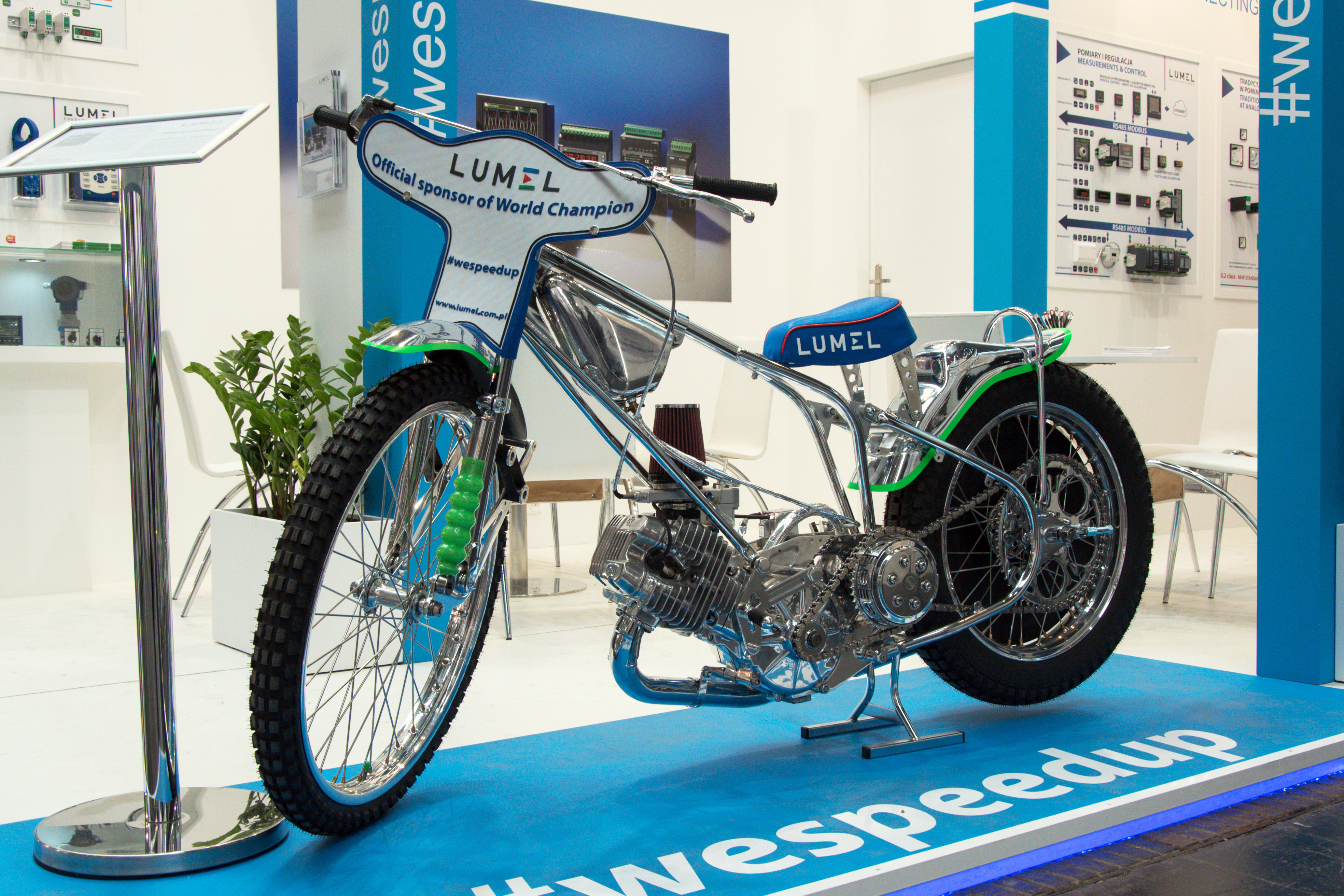
Moto de speedway

### Flat Track

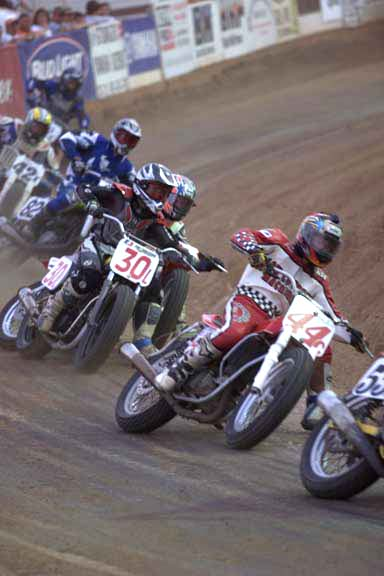
Flattrackers entrant dans une courbe.

Les courses de Flat Track, également connues sous le nom de dirt track (en) (courses sur piste sale), ressemblent aux courses de Speedway tout en étant assez différentes. Dans cette discipline les motos peuvent avoir des moteurs à deux ou quatre temps en compétition amateur. Les modèles quatre temps dominent quant à eux les compétitions professionnelles et, selon le lieu, peuvent être monocylindres ou multicylindres. En flat track les motos sont équipées de suspensions avant et arrière et de freins à l'arrière. Les freins distinguent cette épreuve de celle du speedway car ils permettent une technique de virage différente. La longueur des circuits varie, allant du 402 à 1 609 m.
Les coureurs qui brillent dans cette discipline passent le plus souvent aux courses sur route, considérablement plus lucratives. De nombreux pilotes américains de haut niveau en course de moto Grand Prix ont commencé leur carrière en tant que pilotes de Flat Track.

### Grasstrack

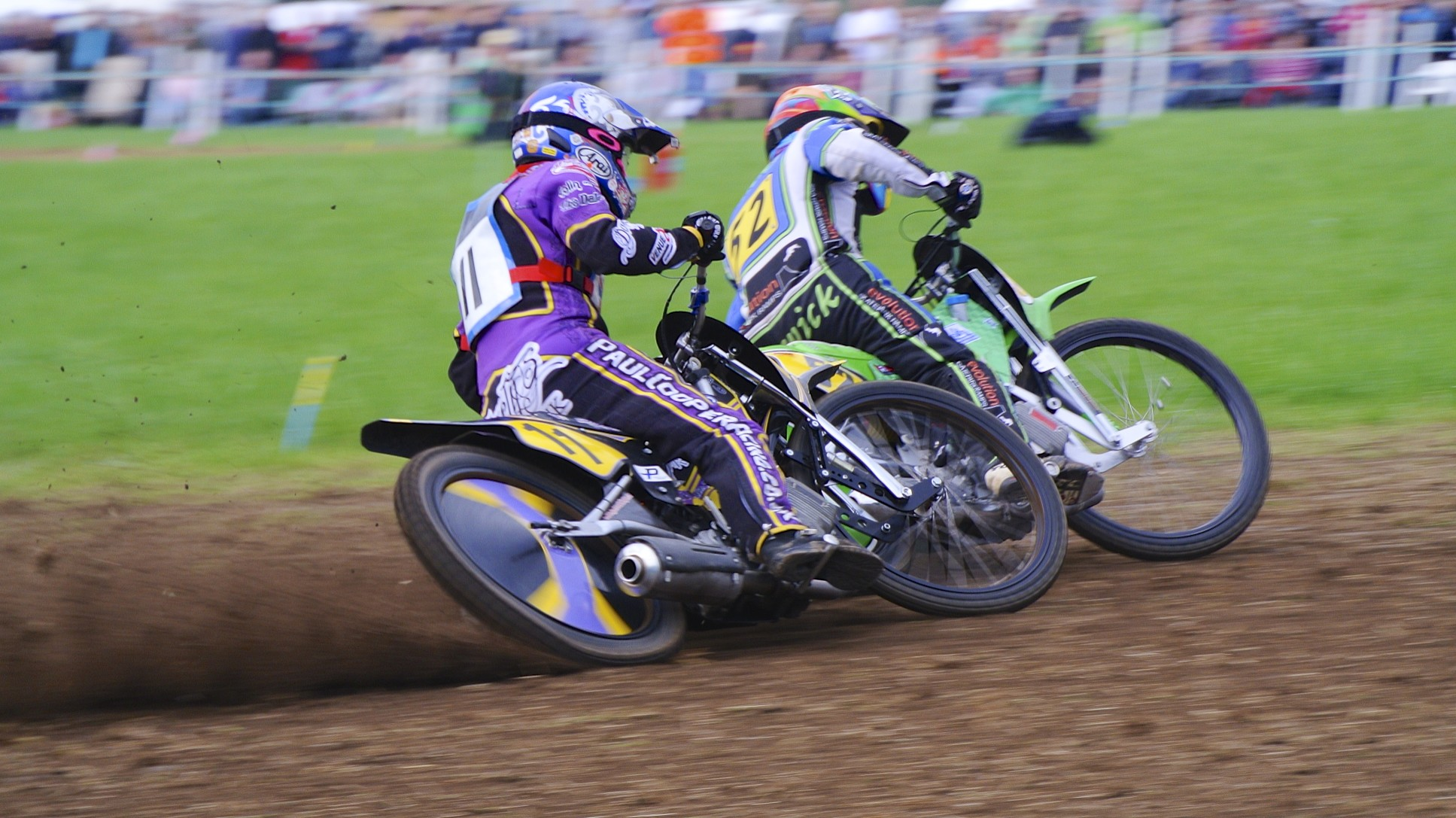
Pilotes de Grass Track

Le grass track (également connu sous le nom de Grasbahn) se déroule sur une piste ovale plate généralement construite dans un champ. Les motos ont deux vitesses, une suspension arrière, pas de freins et sont globalement plus longues que les motos de speedway.
Les courses se déroulent généralement sur quatre tours avec départ arrêté. Contrairement au speedway, qui compte quatre coureurs par course, les courses de grass track peuvent avoir de nombreux compétiteurs dans chaque manche. Par ailleurs le circuit est normalement plus long, permettant des vitesses de pointe plus élevées.

### Long Track

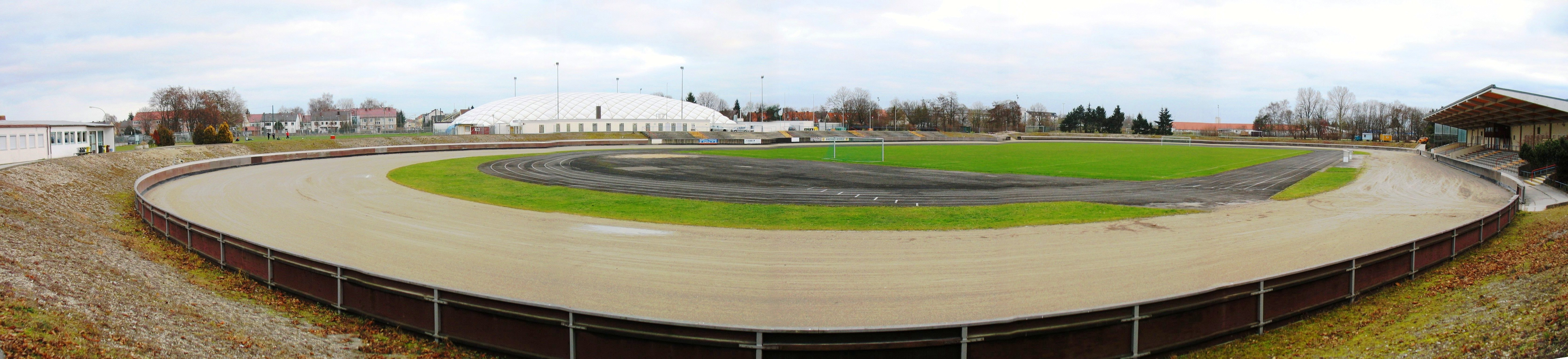
Stadion Haunstetten, une piste de sable

Le long track (également connu sous le nom de Sandbahn) est une variante de grass track tenue sur des pistes jusqu'à 1000 - 1200 mètres de longueur et avec des vitesses atteignant 145 km/h. Les machines et les règles sont les mêmes que pour les courses de grass track.
Le sport est populaire en Allemagne, peut-être plus que le speedway. Cela signifie que la majorité des pistes se trouvent dans ce pays, bien que certaines se trouvent en Tchéquie, en Finlande et en Norvège. Occasionnellement, des rencontres de long track ont lieu en Australie et aux États-Unis, qui ont lieu généralement sur des hippodromes de trot attelé pendant l'intersaison (comme le California State Fairgrounds Race Track, souvent connu sous le nom de Sacramento Mile pour les courses de motos).
- Championnat du monde individuel longue piste
- Championnat du monde par équipe sur longue piste

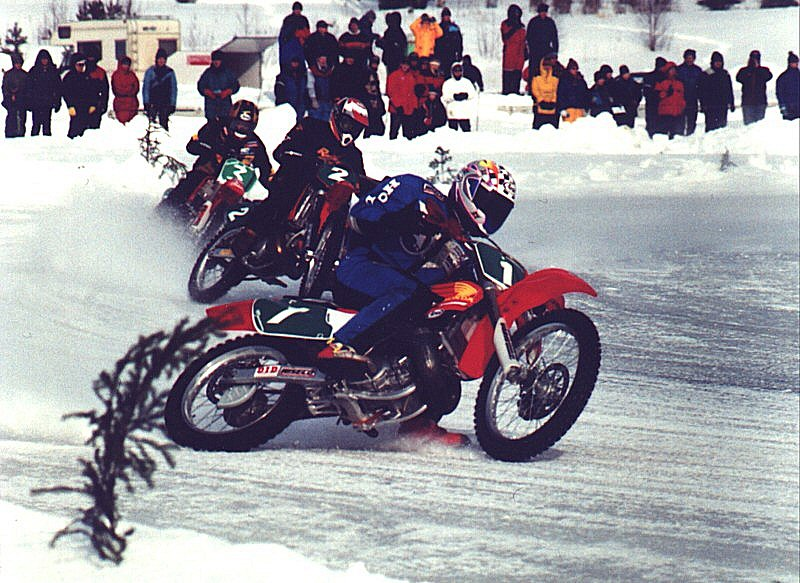
Course sur glace en Finlande

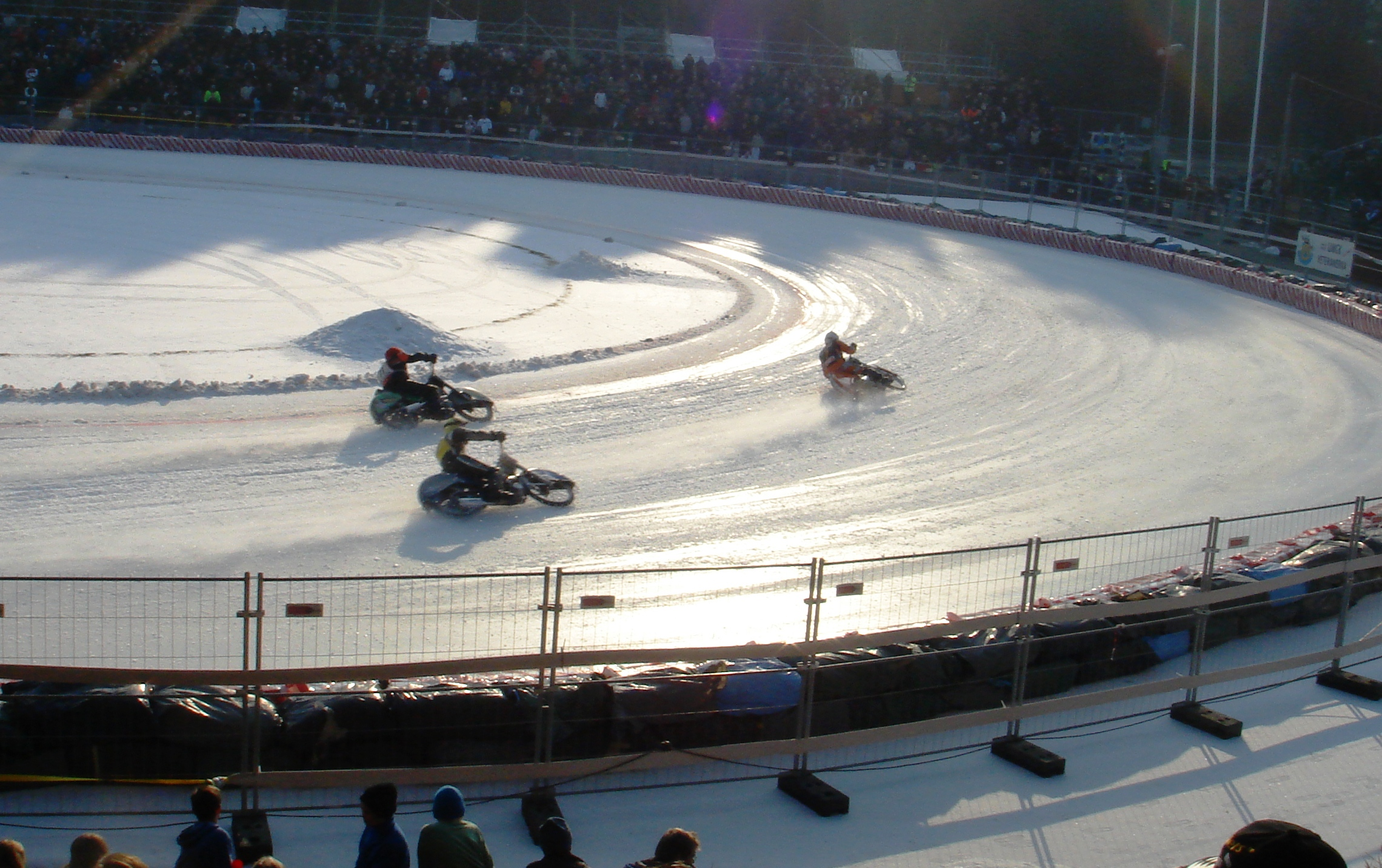
Course sur glace

### Ice Racing
L'ice racing ou course sur glace comprend une classe de motos équivalente aux courses de speedway sur glace. Les motos courent dans le sens antihoraire autour de pistes ovales d'une longueur de 260 à 425 mètres. La structure et le score de la course sont similaires à ceux de speedway.
Cette catégorie est divisée en classes pour les pneus caoutchouc et ceux cloutés. La catégorie des pneus cloutés comprend les concurrents qui roulent avec des motos équipées de pointes de 25 mm vissées dans chaque pneu sans bande de roulement, chaque moto possédant 90 pointes sur le pneu avant et 200 sur l'arrière (ou plus).
Dans la catégorie des pneus cloutés, il n'y a pas de bordures dans les virages en raison de l'adhérence produite par les crampons creusant la glace. Au lieu de cela, les pilotes penchent leurs motos dans les virages à un angle où le guidon vient effleurer la surface de la piste. Ce style de pilotage est différent de celui utilisé dans les autres disciplines de course sur piste. Cela signifie que les coureurs de cette discipline participent rarement au speedway ou à ses autres variantes et vice versa.
La majorité des réunions d'équipe et individuelles ont lieu en Russie, en Suède et en Finlande, mais des évènements ont également lieu en Tchéquie, en Allemagne, aux Pays-Bas et parfois dans d'autres pays.